# Pargani
Pargani es un dios de la mitología polinésica, en concreto de la samoana. 
Divinidad de las estaciones, en su honor, las tribus indígenas de Samoa mantenían encendido un fuego constantemente. Forma parte del conjunto de deidades que representaban facetas cotidianas, frente a otras deidades como Sasae, Atu o Tangaloa.